# میریام کانتورکووا
میریام کانتورکووا (چکی: Miriam Kantorková؛ زادهٔ ۱۳ مارس ۱۹۳۵) بازیگر اهل جمهوری چک است.
از فیلم‌ها یا مجموعه‌های تلویزیونی که وی در آن‌ها نقش داشته است، می‌توان به پتک جادوگران اشاره نمود.